# 4902-es mellékút (Magyarország)
A 4902-es mellékút egy közel 14 kilométeres hosszúságú, négy számjegyű mellékút Hajdú-Bihar vármegye területén, Hajdúhadháztól húzódik Hajdúsámsonig.

## Nyomvonala
Hajdúhadház belterületének nyugati szélén ágazik ki a 4-es főútból, annak a 243. kilométerénél, kelet felé; ugyanott ér véget az ellenkező irányból betorkollva a Hajdúböszörménytől idáig húzódó 3507-es út. Kossuth utca néven halad a központig, amit valamivel több, mint 1,3 kilométer után ér el; ott egy rövidke szakasza dél felé vezet Béke utca néven, majd délkeleti irányban folytatódik, Széchenyi utca néven. 2,4 kilométer után – szintben, nyílt vonali szakaszon – keresztezi a Budapest–Záhony-vasútvonal nyomvonalát, mintegy 2,8 kilométer megtételét követően pedig kilép a város belterületei közül. A 6. kilométere táján azonban egyszer még érint hajdúhadházi lakott helyeket: ott a Fényestelep nevű, különálló külterületi településrész északi széle mellett halad el.
7,9 kilométer után lép át Hajdúsámson határai közé, ott egy darabig erdős területek között húzódik, továbbra is többé-kevésbé délkeleti irányt követve, majd még a tizedik kilométere előtt délnek fordul. Néhány lépéssel a 12. kilométere előtt, egy körforgalmú csomóponttal keresztezi a 471-es főutat, annak a 11+550-es kilométerszelvénye közelében, onnan már laza beépítettségű, kertes településrészek között folytatódik, Hadházi út néven. Kevéssel 12,9 kilométer megtétele előtt átszeli a Apafa–Mátészalka-vasútvonal vágányait, nem messze Hajdúsámson vasútállomás térségének nyugati szélétől; a sínektől délre már lakott területek közt halad. Utolsó szakaszán újból keleti irányba fordul, a Dózsa György út nevet felvéve, így is ér véget, beletorkollva a 4931-es útba [a 471-es régebbi, a városon még keresztülvezető nyomvonalába], annak majdnem pontosan a harmadik kilométerénél.
Teljes hossza, az országos közutak térképes nyilvántartását szolgáló kira.kozut.hu adatbázisa szerint 13,680 kilométer.

## Története
Hajdúsámsoni vasúti átjárójában történt 1975. október 14-én a 12 ember életét követelő hajdúsámsoni autóbusz-baleset, amikor egy Mátészalka felé tartó személyvonat belerohant egy Hajdúhadház felől elé hajtó, Ikarus típusú, a térség egyik helyközi vonalán közlekedő autóbuszba.
A Kartográfiai Vállalat 1990-ben megjelentetett Magyarország autóatlasza a teljes szakaszát kiépített, pormentes útként tünteti fel.

## Települések az út mentén
- Hajdúhadház
- Hajdúsámson